# Bílský potok
Bílský potok je levostranný přítok řeky Blanice v okrese Strakonice v Jihočeském kraji. Délka toku činí 8,6 km. Plocha povodí měří 29,2 km².

## Průběh toku
Potok pramení v Bavorovské vrchovině na jižním svahu Kváskovické hůrky (571 m n. m.), 1 km jihozápadně od Radějovic v nadmořské výšce 529 m. Protéká přes Bílsko, Budyni a Svinětice. Do Blanice ústí východně od Svinětic v nadmořské výšce 411 m.

## Vodní režim
Průměrný průtok Bílského potoka u ústí činí 0,09 m³/s.